# NFL-säsongen 2019
NFL-säsongen 2019 var den hundrade säsongen i National Football League. Säsongen inleddes den 5  2019 och avslutades den 2 februari med Super Bowl LIV, ligans mästerskapsmatch, på Hard Rock Stadium i Miami mellan AFC-mästaren Kansas City Chiefs och NFC-mästaren San Francisco 49ers. Kansas City besegrade San Francisco med siffrorna 31-20 och vann därmed sin andra Super Bowl-titel. Detta var den sista säsongen där ett 12-lagsformat användes i slutspelet.

## Spelarövergångar
NFL:s ligaår och transferfönster 2019 inleddes den 13 mars. Från och med den 11 mars tilläts klubbar att kontakta och inleda förhandlingar med agenter för spelare vars dåvarande kontrakt skulle komma att gå ut.
| Position          | Spelare               | Tidigare klubb   | Ny klubb             |
| ----------------- | --------------------- | ---------------- | -------------------- |
| Quarterback       | Blake Bortles         | Jacksonville     | Los Angeles Rams     |
| Quarterback       | Ryan Fitzpatrick      | Tampa Bay        | Miami                |
| Quarterback       | Nick Foles            | Philadelphia     | Jacksonville         |
| Running back      | CJ Anderson           | Los Angeles Rams | Detroit              |
| Running back      | Le'Veon Bell          | Pittsburgh       | New York Jets        |
| Running back      | Tevin Coleman         | Atlanta          | San Francisco        |
| Running back      | Frank Gore            | Miami            | Buffalo              |
| Running back      | Kareem Hunt           | Kansas City      | Cleveland            |
| Running back      | Mark Ingram Jr.       | New Orleans      | Baltimore            |
| Running back      | Lesean McCoy          | Buffalo          | Kansas City          |
| Wide receiver     | Danny Amendola        | Miami            | Detroit              |
| Wide receiver     | Cole Beasley          | Dallas           | Buffalo              |
| Wide receiver     | John Brown            | Baltimore        | Buffalo              |
| Wide receiver     | Randall Cobb          | Green Bay        | Dallas               |
| Wide receiver     | Cordarrelle Patterson | New England      | Chicago              |
| Wide receiver     | Andre Roberts         | New York Jets    | Buffalo              |
| Wide receiver     | Golden Tate           | Philadelphia     | New York Giants      |
| Wide receiver     | Demaryius Thomas      | Houston          | New England          |
| Tight end         | Charles Clay          | Buffalo          | Arizona              |
| Tight end         | Jesse James           | Pittsburgh       | Detroit              |
| Offensiv linjeman | Trent Brown           | New England      | Oakland              |
| Offensiv linjeman | Ja'Wuan James         | Miami            | Denver               |
| Offensiv linjeman | Mitch Morse           | Kansas City      | Buffalo              |
| Offensiv linjeman | Rodger Saffold        | Los Angeles Rams | Tennessee            |
| Defensiv linjeman | Trey Flowers          | New England      | Detroit              |
| Defensiv linjeman | Malik Jackson         | Jacksonville     | Philadelphia         |
| Defensiv linjeman | Gerald McCoy          | Tampa Bay        | Carolina             |
| Defensiv linjeman | Sheldon Richardson    | Minnesota        | Cleveland            |
| Defensiv linjeman | Ndamukong Suh         | Los Angeles Rams | Tampa Bay            |
| Defensiv linjeman | Cameron Wake          | Miami            | Tennessee            |
| Linebacker        | Kwon Alexander        | Tampa Bay        | San Francisco        |
| Linebacker        | Vontaze Burfict       | Cincinnati       | Oakland              |
| Linebacker        | Thomas Davis          | Carolina         | Los Angeles Chargers |
| Linebacker        | Jordan Hicks          | Philadelphia     | Arizona              |
| Linebacker        | Justin Houston        | Kansas City      | Indianapolis         |
| Linebacker        | Clay Matthews         | Green Bay        | Los Angeles Rams     |
| Linebacker        | CJ Mosley             | Baltimore        | New York Jets        |
| Linebacker        | Preston Smith         | Washington       | Green Bay            |
| Linebacker        | Za'Darius Smith       | Baltimore        | Green Bay            |
| Linebacker        | Terrell Suggs         | Baltimore        | Arizona              |
| Defensiv back     | Adrian Amos           | Chicago          | Green Bay            |
| Defensiv back     | Ha Ha Clinton-Dix     | Washington       | Chicago              |
| Defensiv back     | Landon Collins        | New York Giants  | Washington           |
| Defensiv back     | Lamarcus Joyner       | Los Angeles Rams | Oakland              |
| Defensiv back     | Tyrann Mathieu        | Houston          | Kansas City          |
| Defensiv back     | Earl Thomas           | Seattle          | Baltimore            |
| Defensiv back     | Eric Weddle           | Baltimore        | Los Angeles Rams     |
| Kicker            | Jason Myers           | New York Jets    | Seattle              |

### Spelarbyten
Följande notervärda spelarbyten gjordes under ligaåret 2019: 
- 13 mars: Baltimore bytte QB Joe Flacco till Denver mot deras fjärderundaval 2019 (113:e totalt).
- 13 mars: New York Giants bytte WR Odell Beckham Jr. och DE Olivier Vernon till Cleveland mot G Kevin Zeitler, SS Jabrill Peppers, Clevelands förstarundaval 2019 (17:e totalt), och tredjerundaval 2019 (95:e totalt)
- 13 mars: Philadelphia bytte DE Michael Bennett och ett val i sjunde rundan 2020 till New England mot deras val i femte rundan 2020.
- 13 mars: Pittsburgh bytte WR Antonio Brown till Oakland mot deras tredjerundaval 2019 (66:e totalt) och deras val i femte rundan 2019 (141:a totalt).
- 13 mars: Oakland bytte G Kelechi Osemele och sitt 2019 val i sjätte rundan (196e totalt) till New York Jets mot deras val i femte rundan 2019 (140:e totalt).
- 13 mars: Tampa Bay bytte WR DeSean Jackson och sitt val i sjunde rundan 2020 till Philadelphia mot deras val i sjätte rundan 2019 (197:e totalt).
- 13 mars: Kansas City bytte OLB Dee Ford till San Francisco mot deras val i andra rundan 2020.
- 15 mars: Miami bytte QB Ryan Tannehill och sitt val i sjätte rundan 2019 (188:e totalt) till Tennessee mot deras val i sjunde rundan 2019 (233:e totalt) och deras val i fjärde rundan 2020.
- 28 mars: Miami bytte DE Robert Quinn till Dallas mot deras val i sjätte rundan 2020.
- 28 mars: Chicago bytte RB Jordan Howard till Philadelphia mot deras val i sjätte rundan 2020.
- 1 april: Cleveland bytte DE Emmanuel Ogbah till Kansas City mot SS Eric Murray.
- 23 april: Seattle bytte DE Frank Clark och sitt val i tredje rundan 2019 (92:a totalt) till Kansas City mot deras val i första rundan 2019 (29:e totalt), deras val i tredje rundan 2019 (84:e totalt), och ett val i andra rundan 2020.
- 26 april: Arizona bytte QB Josh Rosen och ett val i femte rundan 2020 till Miami mot deras val i andra rundan 2019 (62:a totalt).
- 8 augusti: Cleveland bytte RB Duke Johnson till Houston mot ett val i tredje rundan 2020.
- 9 augusti: Buffalo bytte DE Eli Harold till Philadelphia mot OL Ryan Bates.
- 22 augusti: Arizona bytte S Rudy Ford till Philadelphia mot DT Bruce Hector.
- 28 augusti: New England bytte ett val i fjärde rundan 2020 till Baltimore mot ett val i sjätte rundan 2020 och G Jermaine Eluemunor.
- 31 augusti: Miami bytte OT Laremy Tunsil och WR Kenny Stills till Houston för S Johnson Bademosi, OT Julién Davenport, för ett val i första rundan 2020, ett val i första rundan 2021 och ett val i andra rundan.
- 31 augusti: Houston bytte OT Martinas Rankin till Kansas City för RB Carlos Hyde.
- 1 september: Houston bytte DE Jadeveon Clowney till Seattle mot ett val i tredje rundan 2020, DE Jacob Martin, och DE Barkevious Mingo.
- 2 september: Miami bytte LB Kiko Alonso till New Orleans mot LB Vince Biegel.
- 10 september: New England bytte WR Demaryius Thomas till New York Jets mot ett val i sjätte rundan 2021.
- 16 september: Miami bytte S Minkah Fitzpatrick tillsammans med ett val i femte rundan 2020 och ett val i sjätte rundan till Pittsburgh i utbyte mot deras första- och femterundaval 2020, och deras val i sjätte rundan 2021.
- 30 september: Philadelphia bytte S Jonathan Cyprien och ett val i sjunde rundan 2020 till Atlanta mot LB Duke Riley och ett val i sjätte rundan 2020.
- 7 oktober: Buffalo bytte WR Zay Jones till Oakland mot ett val i femte rundan 2021.
- 15 oktober: Los Angeles Rams bytte CB Marcus Peters till Baltimore mot LB Kenny Young och ett val i femte rundan 2020.
- 15 oktober: Los Angeles Rams bytte ett val i första rundan 2020, ett val i första rundan 2021 och ett val i fjärde rundan 2021 till Jacksonville mot CB Jalen Ramsey.
- 21 oktober: Oakland bytte CB Gareon Conley to Houston for a 2020 val i tredje rundan.
- 22 oktober: New England bytte ett val i andra rundan 2020 till Atlanta mot WR Mohamed Sanu.
- 22 oktober: Denver bytte WR Emmanuel Sanders och ett val i femte rundan 2020 till San Francisco mot ett val i tredje rundan 2020 och ett val i fjärde rundan 2020.
- 24 oktober: New England bytte DE Michael Bennett till Dallas mot ett val i sjunde rundan 2021 som kan bli ett val i sjätte rundan.
- 28 oktober: New York Jets bytte DL Leonard Williams till New York Giants mot ett val i tredje rundan 2020 och ett villkorat val i femte rundan 2021.
- 28 oktober: Cleveland bytte DE Genard Avery till Philadelphia mot ett val i fjärde rundan 2021.
- 29 oktober: Los Angeles Rams bytte CB Aqib Talib och ett val i femte rundan 2020 till Miami mot ett val i sjunde rundan 2022.

## Draft
NFL-draften 2019 hölls mellan 25 och 27 april i Nashville, Tennessee. Arizona Cardinals valde quarterback Kyler Murray från Oklahoma med det första valet.

## Regeländringar
Följande regeländringar godkändes inför säsongen 2019 vid NFL-ägarnas möte den 26 mars:
- De experimentella regeländringarna för avsparkar från 2018 gjordes permanenta.
- Avskaffandet av alla blindside-blockar var som helst på planen (personligt regelbrott, 15  yards).
- Som ett ett-års-experiment, gör följande spel granskningsbara på begäran av tränare utanför de sista  två minuterna i varje halvlek, och genom domargranskning efter tvåminutersvarningen i varje halvlek eller under hela övertidsperioden: 
  - Passningsstörning, oavsett om flagga kastats under spelet eller inte.
  - Poänggivande spel och turnovers som ogiltigförklarats av regelbrott.
  - Alla extrapoängsförsök eller tvåpoängskonverteringar.
- Gör fältsparksregler applicerbara om ett missat field goal vidrörs i målområdet innan bollen tar i marken, och om bollen vidrörs av något av lagen bakom bollinjen.
- Tillåt lag att utmäta straff för personliga regelbrott eller osportsligt uppträdande som begåtts under en touchdown antingen vid extrapoängsförsöket eller den efterföljande avsparken. Tidigare utmättes dessa straff endast vid den efterföljande avsparken.
- Individer som inte bär uniform och som kliver in på spelplanen för att fira ett spel kommer dra på sig ett straff för orsportligt uppträdande (15 yards och automatiskt första försök om på det defensiva laget).

En ytterligare regeländring byggde på en regel som ursprungligen lades till 2018. NFL utökade listan av godända hjälmar till 34 modeller, från de 23 ursprungligen godkända 2018.
Halvvägs genom säsongen introducerades ännu en regel utan explicit godkännande från tävlingskommittén:
- Dropsparkar får inte längre användas vid avsparkar.[4]

## Försäsong
Träningsläger för säsongen 2019 hölls i slutet av juli till augusti. Lag inledde lägren inte tidigare än 15 dagar innan dess första försäsongsmatch. Pro Football Hall of Fame-matchen, i vilken Denver Broncos besegrade Atlanta Falcons med 14-10, spelades den 1 augusti på Tom Benson Hall of Fame Stadium i Canton, Ohio.
Den 22 augusti besegrade Oakland Raiders Green Bay Packers med 22-21 på IG Field i Winnipeg, hemmaplan för CFL:s Winnipeg Blue Bombers; det var den första NFL-matchen på kanadensisk mark sedan 2013. På grund av säkerhetsfarhågor orsakade av förflyttningen av målstolparna (den kanadensiska ligan placerar målstolparna inom målområdet till skillnad från NFL där de står bakom slutlinjen) kortade NFL i sista stund ner spelplanen till endast 80 yards och eliminerade avsparkar, istället skulle alla anfall inledas på 15-yardslinjen. Trettiotre Packerspelare vägrade att spela på planen, inklusive förste-quarterback Aaron Rodgers.

## Grundserie
Under grundserien 2019 spelades 256 matcher över ett 17-veckors-schema som inleddes den 5 september 2019. Vart och ett av ligans 32 lag spelade ett schema på 16 matcher med en spelfri vecka för varje lag. Utöver söndagsmatcherna spelades också matcher på måndags- och torsdagskvällar. Grundserien avslutades med en full uppsättning av 16 matcher den 29 december, alla divisionsmatcher.

## Ställningar efter grundserien

### Divisioner
| AFC East                 | AFC East | AFC East | AFC East | AFC East | AFC East | AFC East | AFC East | AFC East | AFC East |
| visa • redigera          | V        | F        | O        | PCT      | DIV      | KONF     | PG       | IP       |          |
| ------------------------ | -------- | -------- | -------- | -------- | -------- | -------- | -------- | -------- | -------- |
| (3) New England Patriots | 12       | 4        | 0        | 0,875    | 5–1      | 8–4      | 420      | 225      |          |
| (5) Buffalo Bills        | 10       | 6        | 0        | 0,813    | 3–3      | 7–5      | 314      | 259      |          |
| New York Jets            | 7        | 9        | 0        | 0,719    | 2–4      | 4–8      | 276      | 359      |          |
| Miami Dolphins           | 5        | 11       | 0        | 0,656    | 2–4      | 4–8      | 306      | 494      |          |

| AFC North            | AFC North | AFC North | AFC North | AFC North | AFC North | AFC North | AFC North | AFC North | AFC North |
| visa • redigera      | V         | F         | O         | PCT       | DIV       | KONF      | PG        | IP        |           |
| -------------------- | --------- | --------- | --------- | --------- | --------- | --------- | --------- | --------- | --------- |
| (1) Baltimore Ravens | 14        | 2         | 0         | 0,938     | 5–1       | 10–2      | 531       | 282       |           |
| Pittsburgh Steelers  | 8         | 8         | 0         | 0,750     | 3–3       | 6–6       | 289       | 303       |           |
| Cleveland Browns     | 6         | 10        | 0         | 0,688     | 3–3       | 6–6       | 335       | 393       |           |
| Cincinnati Bengals   | 2         | 14        | 0         | 0,563     | 1–5       | 2–10      | 279       | 420       |           |

| AFC South            | AFC South | AFC South | AFC South | AFC South | AFC South | AFC South | AFC South | AFC South | AFC South |
| visa • redigera      | V         | F         | O         | PCT       | DIV       | KONF      | PG        | IP        |           |
| -------------------- | --------- | --------- | --------- | --------- | --------- | --------- | --------- | --------- | --------- |
| (4) Houston Texans   | 10        | 6         | 0         | 0,813     | 4–2       | 8–4       | 378       | 385       |           |
| (6) Tennessee Titans | 9         | 7         | 0         | 0,781     | 3–3       | 7–5       | 402       | 331       |           |
| Indianapolis Colts   | 7         | 9         | 0         | 0,719     | 3–3       | 5–7       | 361       | 373       |           |
| Jacksonville Jaguars | 6         | 10        | 0         | 0,688     | 2–4       | 6–6       | 300       | 397       |           |

| AFC West               | AFC West | AFC West | AFC West | AFC West | AFC West | AFC West | AFC West | AFC West | AFC West |
| visa • redigera        | V        | F        | O        | PCT      | DIV      | KONF     | PG       | IP       |          |
| ---------------------- | -------- | -------- | -------- | -------- | -------- | -------- | -------- | -------- | -------- |
| (2) Kansas City Chiefs | 12       | 4        | 0        | 0,875    | 6–0      | 9–3      | 451      | 308      |          |
| Denver Broncos         | 7        | 9        | 0        | 0,719    | 3–3      | 6–6      | 282      | 316      |          |
| Oakland Raiders        | 7        | 9        | 0        | 0,719    | 3–3      | 5–7      | 313      | 419      |          |
| Los Angeles Chargers   | 5        | 11       | 0        | 0,656    | 0–6      | 3–9      | 337      | 345      |          |

| NFC East                | NFC East | NFC East | NFC East | NFC East | NFC East | NFC East | NFC East | NFC East | NFC East |
| visa • redigera         | V        | F        | O        | PCT      | DIV      | KONF     | PG       | IP       |          |
| ----------------------- | -------- | -------- | -------- | -------- | -------- | -------- | -------- | -------- | -------- |
| (4) Philadelphia Eagles | 9        | 7        | 0        | 0,781    | 5–1      | 7–5      | 385      | 354      |          |
| Dallas Cowboys          | 8        | 8        | 0        | 0,750    | 5–1      | 7–5      | 434      | 321      |          |
| New York Giants         | 4        | 12       | 0        | 0,625    | 2–4      | 3–9      | 341      | 451      |          |
| Washington Redskins     | 3        | 13       | 0        | 0,594    | 0–6      | 2–10     | 266      | 435      |          |

| NFC North             | NFC North | NFC North | NFC North | NFC North | NFC North | NFC North | NFC North | NFC North | NFC North |
| visa • redigera       | V         | F         | O         | PCT       | DIV       | KONF      | PG        | IP        |           |
| --------------------- | --------- | --------- | --------- | --------- | --------- | --------- | --------- | --------- | --------- |
| (2) Green Bay Packers | 13        | 3         | 0         | 0,906     | 6–0       | 10–2      | 376       | 313       |           |
| (6) Minnesota Vikings | 10        | 6         | 0         | 0,813     | 2–4       | 7–5       | 407       | 303       |           |
| Chicago Bears         | 8         | 8         | 0         | 0,750     | 4–2       | 7–5       | 280       | 298       |           |
| Detroit Lions         | 3         | 12        | 1         | 0,563     | 0–6       | 2–9–1     | 341       | 423       |           |

| NFC South              | NFC South | NFC South | NFC South | NFC South | NFC South | NFC South | NFC South | NFC South | NFC South |
| visa • redigera        | V         | F         | O         | PCT       | DIV       | KONF      | PG        | IP        |           |
| ---------------------- | --------- | --------- | --------- | --------- | --------- | --------- | --------- | --------- | --------- |
| (3) New Orleans Saints | 13        | 3         | 0         | 0,906     | 5–1       | 9–3       | 458       | 341       |           |
| Atlanta Falcons        | 7         | 9         | 0         | 0,719     | 4–2       | 6–6       | 381       | 399       |           |
| Tampa Bay Buccaneers   | 7         | 9         | 0         | 0,719     | 2–4       | 5–7       | 458       | 449       |           |
| Carolina Panthers      | 5         | 11        | 0         | 0,656     | 1–5       | 2–10      | 340       | 470       |           |

| NFC West                | NFC West | NFC West | NFC West | NFC West | NFC West | NFC West | NFC West | NFC West | NFC West |
| visa • redigera         | V        | F        | O        | PCT      | DIV      | KONF     | PG       | IP       |          |
| ----------------------- | -------- | -------- | -------- | -------- | -------- | -------- | -------- | -------- | -------- |
| (1) San Francisco 49ers | 13       | 3        | 0        | 0,906    | 5–1      | 10–2     | 479      | 310      |          |
| (5) Seattle Seahawks    | 11       | 5        | 0        | 0,844    | 3–3      | 8–4      | 405      | 398      |          |
| Los Angeles Rams        | 9        | 7        | 0        | 0,781    | 3–3      | 7–5      | 394      | 364      |          |
| Arizona Cardinals       | 5        | 10       | 1        | 0,625    | 1–5      | 3–8–1    | 361      | 442      |          |

### Konferenser
| AFC                                 | AFC                  | AFC      | AFC | AFC | AFC | AFC   | AFC | AFC  | AFC   | AFC | AFC |
| #                                   | Lag                  | Division | V   | F   | O   | PCT   | DIV | KONF | SS    |     |     |
| ----------------------------------- | -------------------- | -------- | --- | --- | --- | ----- | --- | ---- | ----- | --- | --- |
| Divisionsledare                     |                      |          |     |     |     |       |     |      |       |     |     |
| 1                                   | Baltimore Ravens     | North    | 14  | 2   | 0   | 0,938 | 5–1 | 10–2 | 0,494 |     |     |
| 2                                   | Kansas City Chiefs   | West     | 12  | 4   | 0   | 0,875 | 6–0 | 9–3  | 0,510 |     |     |
| 3                                   | New England Patriots | East     | 12  | 4   | 0   | 0,875 | 5–1 | 8–4  | 0,469 |     |     |
| 4                                   | Houston Texans       | South    | 10  | 6   | 0   | 0,813 | 4–2 | 8–4  | 0,520 |     |     |
| Wild Cards                          |                      |          |     |     |     |       |     |      |       |     |     |
| 5                                   | Buffalo Bills        | East     | 10  | 6   | 0   | 0,813 | 3–3 | 7–5  | 0,461 |     |     |
| 6                                   | Tennessee Titans     | South    | 9   | 7   | 0   | 0,781 | 3–3 | 7–5  | 0,488 |     |     |
| Kvalificerade sig inte för slutspel |                      |          |     |     |     |       |     |      |       |     |     |
| 7                                   | Pittsburgh Steelers  | North    | 8   | 8   | 0   | 0,750 | 3–3 | 6–6  | 0,502 |     |     |
| 8                                   | Denver Broncos       | West     | 7   | 9   | 0   | 0,719 | 3–3 | 6–6  | 0,510 |     |     |
| 9                                   | Oakland Raiders      | West     | 7   | 9   | 0   | 0,719 | 3–3 | 5–7  | 0,482 |     |     |
| 10                                  | Indianapolis Colts   | South    | 7   | 9   | 0   | 0,719 | 3–3 | 5–7  | 0,492 |     |     |
| 11                                  | New York Jets        | East     | 7   | 9   | 0   | 0,719 | 2–4 | 4–8  | 0,473 |     |     |
| 12                                  | Jacksonville Jaguars | South    | 6   | 10  | 0   | 0,688 | 2–4 | 6–6  | 0,484 |     |     |
| 13                                  | Cleveland Browns     | North    | 6   | 10  | 0   | 0,688 | 3–3 | 6–6  | 0,533 |     |     |
| 14                                  | Los Angeles Chargers | West     | 5   | 11  | 0   | 0,656 | 0–6 | 3–9  | 0,514 |     |     |
| 15                                  | Miami Dolphins       | East     | 5   | 11  | 0   | 0,656 | 2–4 | 4–8  | 0,484 |     |     |
| 16                                  | Cincinnati Bengals   | North    | 2   | 14  | 0   | 0,563 | 1–5 | 2–10 | 0,553 |     |     |
| Tiebreakers                         |                      |          |     |     |     |       |     |      |       |     |     |
| 1. 2. 3. 4. 5. 6. 7. 8.             |                      |          |     |     |     |       |     |      |       |     |     |

| NFC                                 | NFC                  | NFC      | NFC | NFC | NFC | NFC   | NFC | NFC   | NFC   | NFC | NFC |
| #                                   | Lag                  | Division | V   | F   | O   | PCT   | DIV | KONF  | SS    |     |     |
| ----------------------------------- | -------------------- | -------- | --- | --- | --- | ----- | --- | ----- | ----- | --- | --- |
| Divisionsledare                     |                      |          |     |     |     |       |     |       |       |     |     |
| 1                                   | San Francisco 49ers  | West     | 13  | 3   | 0   | 0,906 | 5–1 | 10–2  | 0,504 |     |     |
| 2                                   | Green Bay Packers    | North    | 13  | 3   | 0   | 0,906 | 6–0 | 10–2  | 0,453 |     |     |
| 3                                   | New Orleans Saints   | South    | 13  | 3   | 0   | 0,906 | 5–1 | 9–3   | 0,486 |     |     |
| 4                                   | Philadelphia Eagles  | East     | 9   | 7   | 0   | 0,781 | 5–1 | 7–5   | 0,455 |     |     |
| Wild Cards                          |                      |          |     |     |     |       |     |       |       |     |     |
| 5                                   | Seattle Seahawks     | West     | 11  | 5   | 0   | 0,844 | 3–3 | 8–4   | 0,531 |     |     |
| 6                                   | Minnesota Vikings    | North    | 10  | 6   | 0   | 0,813 | 2–4 | 7–5   | 0,477 |     |     |
| Kvalificerade sig inte för slutspel |                      |          |     |     |     |       |     |       |       |     |     |
| 7                                   | Los Angeles Rams     | West     | 9   | 7   | 0   | 0,781 | 3–3 | 7–5   | 0,535 |     |     |
| 8                                   | Chicago Bears        | North    | 8   | 8   | 0   | 0,750 | 4–2 | 7–5   | 0,508 |     |     |
| 9                                   | Dallas Cowboys       | East     | 8   | 8   | 0   | 0,750 | 5–1 | 7–5   | 0,479 |     |     |
| 10                                  | Atlanta Falcons      | South    | 7   | 9   | 0   | 0,719 | 4–2 | 6–6   | 0,545 |     |     |
| 11                                  | Tampa Bay Buccaneers | South    | 7   | 9   | 0   | 0,719 | 2–4 | 5–7   | 0,500 |     |     |
| 12                                  | Arizona Cardinals    | West     | 5   | 10  | 1   | 0,625 | 1–5 | 3–8–1 | 0,529 |     |     |
| 13                                  | Carolina Panthers    | South    | 5   | 11  | 0   | 0,656 | 1–5 | 2–10  | 0,549 |     |     |
| 14                                  | New York Giants      | East     | 4   | 12  | 0   | 0,625 | 2–4 | 3–9   | 0,473 |     |     |
| 15                                  | Detroit Lions        | North    | 3   | 12  | 1   | 0,563 | 0–6 | 2–9–1 | 0,506 |     |     |
| 16                                  | Washington Redskins  | East     | 3   | 13  | 0   | 0,594 | 0–6 | 2–10  | 0,502 |     |     |
| Tiebreakers                         |                      |          |     |     |     |       |     |       |       |     |     |
| 1. 2. 3. 4. 5.                      |                      |          |     |     |     |       |     |       |       |     |     |